# Алёшкинское сельское поселение
Алёшкинское се́льское поселе́ние — муниципальное образование в составе Чернышковского района Волгоградской области.
Административный центр и единственный населённый пункт — хутор Алёшкин.

## История
Алёшкинское сельское поселение образовано 22 декабря 2004 года в соответствии с Законом Волгоградской области № 976-ОД.

## Население
| 2010 | 2012 | 2013 | 2014 | 2015 | 2016 | 2017 |
| ---- | ---- | ---- | ---- | ---- | ---- | ---- |
| 442  | ↘432 | ↘422 | ↘411 | ↘396 | ↘393 | ↘390 |
| 2018 | 2019 | 2020 | 2021 |      |      |      |
| ↘385 | ↘380 | ↘375 | ↘364 |      |      |      |

## Состав сельского поселения
В состав Алёшкинского сельского поселения входит 1 населённый пункт:
| № | Населённый пункт | Тип населённого пункта        | Население |
| - | ---------------- | ----------------------------- | --------- |
| 1 | Алёшкин          | хутор, административный центр | ↘364      |